# Teklinowo (Murowany Most)
Teklinowo – przysiółek wsi Murowany Most w Polsce, położony w województwie podlaskim, w powiecie sejneńskim, w gminie Krasnopol.
W latach 1975–1998 przysiółek administracyjnie należał do województwa suwalskiego.